# Progenèse
La progenèse affecte la durée de développement d'un organisme. Il y a atteinte précoce de la maturité sexuelle avec blocage de la croissance. Les adultes progénétiques ont alors une morphologie et une taille de juvéniles.
Comme la néoténie, la progenèse est une pédomorphose. 